# Roy Stone
Roy Stone (16 de octubre de 1836-5 de agosto de 1905) fue un general de la Unión durante la guerra civil estadounidense.